# Chimarra barrettae
Chimarra barrettae là một loài Trichoptera trong họ Philopotamidae. Chúng phân bố ở vùng Tân nhiệt đới.